# Симбиотрофы
Симбиотрофы — организмы, которые, питаясь соками или выделениями организма-хозяина, выполняют вместе с этим и жизненно важные для него трофические функции: мицелиальные грибы, образующие микоризу, участвующую в корневом питании многих растений; клубеньковые бактерии бобовых, связывающие молекулярный азот; микробиальное население сложных желудков жвачных животных, повышающее переваримость и усвоение поедаемой растительной пищи; хемосинтезирующие бактерии в телах животных разных типов и др.
Фиксация молекулярного азота — один из процессов, определяющих биологическую продуктивность на нашей планете. Бактериальные удобрения для бобовых растений на основе симбиотрофных азотфиксаторов являются наиболее распространёнными биопрепаратами диазотрофов. Симбиотрофные клубеньковые бактерии обеспечивают фиксацию азота до 350 кг/га у люцерны на втором году вегетации, а также до 280 кг/га у сои и 70 кг/га у гороха.